# Whiteman Air Force Base
La Whiteman Air Force Base è una base aerea militare dell'United States Air Force gestita dall'Air Force Global Strike Command e situata presso la città di Knob Noster, nel Missouri.

## Informazioni Generali
Attivata nel 1942 e intitolata al Tenente di Seconda George A. Whiteman, primo pilota a morire in un combattimento aereo durante l'attacco di Pearl Harbor..

## Unità
Attualmente l'unità ospitante è il 509th Bomb Wing.
Sono ospitati i seguenti reparti:
- 72nd Test and Evaluation Squadron
- 131st Bomb Wing, Missouri Air National Guard
- 325th Weapons Squadron
- 442nd Fighter Wing, Air Force Reserve Command